# 782 TCN
782 TCN là một năm trong lịch La Mã.